# Anastasi Vonsiatski
Anastasi Andréyevich Vonsiatski (en ruso: Анастасий Андреевич Вонсяцкий, en polaco: Anastazy Wąsacki; 12 de junio de 1898 — 5 de febrero de 1965), conocido en los Estados Unidos como Anastase Andreivitch Vonsiatsky fue un emigrante antibolchevique y líder fascista en los Estados Unidos desde los años 1920.
Fue ciudadano estadounidense naturalizado y lideró una organización de extrema derecha, la Organización Fascista Rusa. La sede de OFR se asentó en Putnam. Vonsiatski fue arrestado con el apoyo de contactos secretos con agentes de la Alemania nazi en 1942, a raíz de la entrada de los Estados Unidos en la guerra con Alemania y Japón.
Liberado a principios de 1946, Vonsiatski vivió el resto de su vida en los Estados Unidos. Murió en San Petersburgo, Florida, en 1965.

## Biografía

### Primeros años de vida en Rusia
Anastasi Andréyevich Vonsiatski nació en Varsovia, Polonia (entonces parte del Imperio Ruso) en una familia polaca privilegiada conocida por su larga dedicación a los zares rusos; uno de los bisabuelos de Vonsiatski había entregado una finca titulada a los Románov.
Para embarcarse en una carrera militar en el Ejército Imperial Ruso durante el reinado de Nicolás II, Anastasi Vonsiatski procedió a seguir los pasos de su padre, un oficial del ejército profesional, asesinado en 1910 por un polaco revolucionario en la oficina de la gendarmería imperial en Radom.

### Actividad después de 1917
Después de la Revolución de octubre de 1917, que trajo el poder a los bolcheviques comandados por Lenin y llegó a su clímax en la prolongada guerra civil rusa de 1917-1923, Vonsiatski, recién ingresado en San Petersburgo como cadete militar, participó en la oposición antibolchevique y sirve en el contrarrevolucionario movimiento blanco, primero supervisando la acción en contra del Ejército Rojo en Rostov. Al salir del Ejército Blanco, con el bastión en la península de Crimea con las fuerzas que salían del general Wrangel, que fue evacuado a Europa occidental en 1920. Viajando a través de Constantinopla y Francia, Vonsiatski llegó a los Estados Unidos en 1922, después de haberse casado con una mujer americana adinerada que había conocido en París (Marion B. Ream).
Vonsiatski se convirtió en un ciudadano naturalizado de los Estados Unidos en la Corte Superior del condado de Windham, Putnam, Connecticut, el 30 de septiembre de 1927. En marzo de 1930, Vonsiatski fue contratado en la reserva estadounidense como agente en una comisión que nombró a un primer teniente de la Reserva Real del Ejército de los Estados; la comisión militar eventualmente expirará en 1935. [ 1 ]

### Actividades fascistas
La formación de las conexiones políticas dentro de los círculos de emigrados después de establecerse fuera de Rusia, Vonsiatski era, en un momento en el período de entreguerras, líder de la organización fascista rusa, un movimiento inicialmente independiente que más tarde se convirtió estrechamente asociada con Manchuria basada en un partido fascista Ruso (RFP). En 1933, Vonsiatski se separó del PP y fundó la Partido de Rusia Revolucionaria Nacional del Trabajo y de los Trabajadores Campesinos de Fascistas (también conocido como el Partido Nacional Revolucionario ruso), otra antisoviética y anticomunista organización. La sede del grupo se estableció en la finca de Vonsiatski en Thompson, Connecticut.
Su actividad acabó convirtiéndose en un tema de investigación del FBI y fue acusado en 1942 de contactar con proxies para los intereses alemanes, incluidos los participantes clave en el pronazi German American Bund, cuyo líder, Fritz Julius Kuhn , previamente había sido asistido por Vonsiatski con una fianza en 1939. Entre otros contactos reputados como eje de agentes, el FBI señaló un viaje de 1941 a San Francisco, California, supuestamente para ponerse en contacto con una señora (Takita), un agente japonés alegado, que iba a llegar a bordo de la nave TaTuTa Maru ; pruebas que confirman alguna relación con el admirador de Hitler y antisemita William Dudley Pelley que también fue encontrado y acusado de conspirar para ayudar a la Alemania de Hitler en una violación de la ley de espionaje junto a compañeros conspiradores como Wilhelm Kunze, el doctor Otto Willumeit, el doctor Wolfgang Ebell, y el reverendo Kurt EB Molzahn, se presentó una declaración de culpabilidad a Vonsiatski, después de las primeras protestas de inocencia, y fue condenado en Hartford, Connecticut el 22 de junio de 1942. A pesar de la condena oficial de cinco años y una multa de 5.000 dólares, fue puesto en libertad el 26 de febrero de 1946, la condena efectiva pudo haber sido interrumpida a los tres años y medio de prisión ya cumplidos.

## Muerte
Vonsiatski murió el 5 de febrero de 1965, en St. Petersburg, Florida, en el Hospital Parque Mound, en el 66. Su cuerpo fue enterrado en el cementerio de West Thompson en Thompson, Connecticut (41.º 56'51 "N 71.º 53'11 "W).
Muchos de los documentos de Vonsiatski están almacenados en los archivos del Instituto Hoover en California, en la colección del profesor John Stephan, autor de Los fascistas rusos: Tragedia y farsa en el exilio, 1925-1945 y el Providence College, Phillips Memorial Library.
- Datos: Q487028
- Multimedia: Anastasy Vonsyatsky / Q487028